# Sanacja
Sanacja (en català "sanació", pronunciat "sanàtsia") fou un moviment polític de coalició a la Segona República Polonesa a partir de l'any 1926, basat en les polítiques de Józef Piłsudski amb la finalitat de sustentar la "sanació moral" de Polònia després del Cop de Maig de 1926 que va transformar Piłsudski en un virtual dictador.

## Conformació

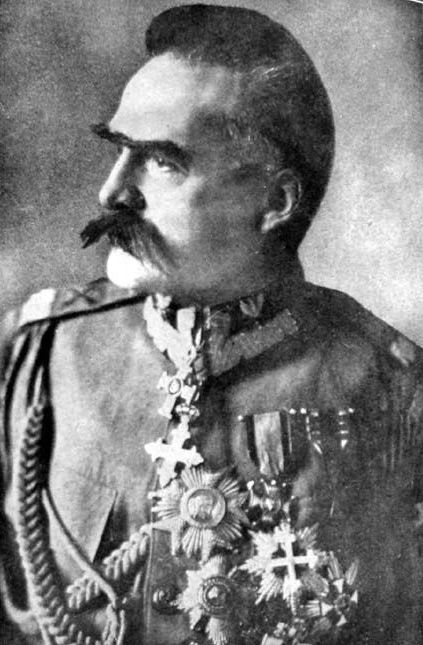
Józef Piłsudski, el manteniment del control polític del qual va ser l'objectiu de la formació del moviment Sanacja.

La Sanacja estava formada principalment per ex oficials de l'exèrcit polonès que veien amb forta desaprovació la corrupció política i les lluites electorals que van marcar els primers anys de la Segona República de Polònia, independent des de novembre de 1918. Aquests oficials rebutjaven les pugnes polítiques que van esclatar poc després del triomf polonès a la Guerra poloneso-soviètica i censuraven les maniobres dels partits polítics que eren vistes com a mostres d'interès particular o grupal en comptes de privilegiar l'"interès públic".
Aquest conjunt d'oficials agrupaven idees de dreta, centre i esquerra, però tots eren partidaris d'eliminar el liberalisme polític que era considerat com a font d'inestabilitat per a la Polònia recentment reestructurada. Una altra finalitat essencial d'aquest grup de militars era eliminar la corrupció política i controlar la inflació de postguerra, per assegurar a la població polonesa un adequat nivell de vida; amb el pas dels anys, les idees d'aquest grup van esdevenir cada cop més conservadores.
Les tres idees teòriques del moviment consistien en:
- La separació de l'exèrcit del control polític, com Piłsudski havia defensat abans del cop militar.
- La regeneració política i administrativa de la nació, donant pas a una gestió tecnocràtica i suposadament apolítica.
- L'abandonament dels enfrontaments de classe o polítics en bé del país, expressat en vagues termes de millora del benestar general.

A la pràctica, el moviment no va tenir un programa clar i aplicable. Els partidaris del mariscal agrupats en el moviment no tenien idees compartides que poguessin servir de fonaments a aquest. La vaguetat de les seves propostes era la manera de mantenir la cohesió del grup, a més de permetre la inclusió de nous membres dels antics partits.

## Actuació política

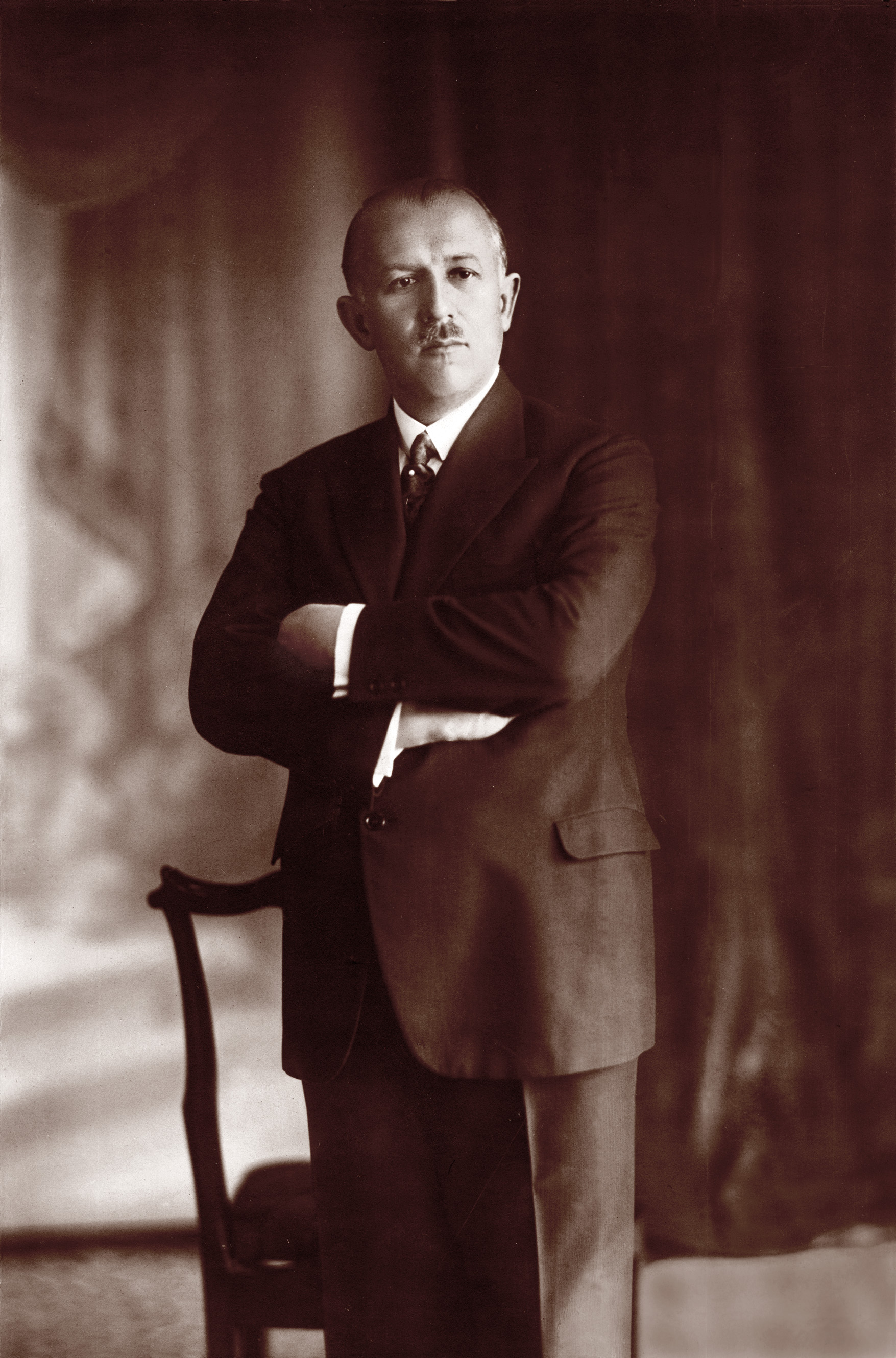
Kazimierz Bartel, matemàtic i primer ministre la major part de finals de la dècada de 1920, símbol del caire tecnocràtic del nou règim.

Després del cop d'estat de maig de 1926 que va fer caure el govern parlamentari de Stanisław Wojciechowski, el mariscal Pilsudski va ser convertit en cap de govern i es va instal·lar formalment el moviment Sanacja. El mariscal Józef Piłsudski era conegut pel seu rebuig als partits polítics, als quals acusava de promoure interessos particulars en detriment de l'interès de l'Estat i, per tant, va desaprovar tota idea de relacionar la Sanacja amb un partit polític o de crear una organització amb aquestes característiques. Com a màxim, el 1928, aquells que recolzaven el règim, tant civils com militars, van crear el Bloc no Partidista de Col·laboració amb el Govern (en polonès "Bezpartyjny Blok Współpracy z Rządem"), una coalició de grups diversos que actuava com un partit polític en la pràctica, tot i que negava ser-ho formalment.
Piłsudski es va negar a ocupar el càrrec de cap d'Estat de Polònia a 1926, i restà com a cap de govern fins al juny de 1927 i després com a "Inspector general de les forces armades ", però el seu carisma i popularitat entre els soldats i civils el convertien en un líder polític de gran poder, que podia imposar les seves idees a la formació dels successius governs. Així, Piłsudski va deixar la responsabilitat de cap de govern a successius líders civils que compartien les seves idees mentre aconseguia que l'Assemblea Nacional o Sejm designés President de Polònia a un dels seus partidaris, l'acadèmic Ignacy Mościcki, que va ocupar aquest càrrec fins al 1939 seguint fidelment les polítiques de Piłsudski.
Oficialment el mariscal Piłsudski no va exercir funcions governatives però sí que va mantenir una enorme influència sobre la política interior polonesa, i es convertí en governant efectiu del país de la mateixa manera que un dictador carismàtic; de fet, tots els caps de govern de Polònia designats entre 1926 i 1935 van haver de ser tàcitament aprovats per ell abans de començar les seves funcions.

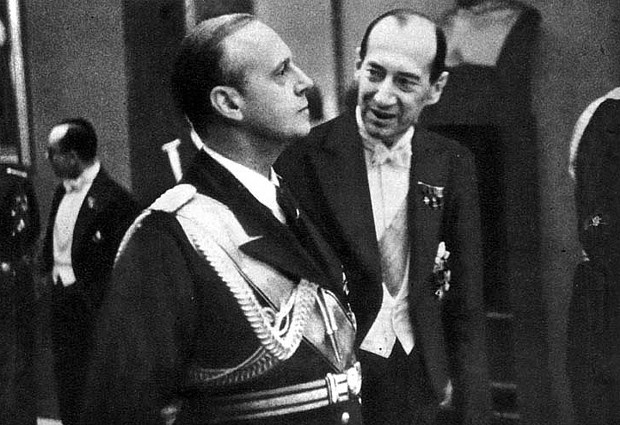
Józef Beck,dreta, ministre d'Exteriors polonès durant la dècada de 1930 i un dels més destacats "coronels", amb el ministre alemany d'Exteriors, Joachim von Ribbentrop, el 1939.

El règim de Piłsudski combinava elements de dictadura i de democràcia, ja que si bé va mantenir l'estabilitat interna de Polònia i va consolidar favorablement la seva economia, el govern va rebutjar tot intent de restablir el liberalisme polític, insistint a preservar un control autocràtic sobre les decisions polítiques d'importància. De fet, tot i que les reformes econòmiques van permetre un creixement del país, el règim Sanacja no va tolerar l'enfortiment dels opositors i va perseguir els comunistes socialistes polonesos. Les crítiques als actes govern eren permeses en la pràctica, mentre aquestes crítiques no impliquessin demanar un canvi de règim, i de fet es perseguia tenaçment a tota agrupació que intentés tan sols desafiar el monopoli del poder exercit per Piłsudski i els seus partidaris.
El règim del mariscal es va dividir en dos períodes: des del cop d'Estat fins a començaments dels anys trenta, amb l'arribada de la Gran Depressió i l'agudització de les tensions socials, i el període posterior, fins a la mort de Piłsudski i l'herència del poder pels seus partidaris. Mentre el primer va ser més conciliatori amb l'oposició i caracteritzat per ministres tecnòcrates (simbolitzats pel primer ministre de l'època, el matemàtic Kazimierz Bartel) i amb els partidaris militars de Piłsudski en llocs secundaris de control, el segon va ser més autocràtic i antiparlamentari, amb els "coronels" al capdavant dels ministeris. En ambdues fases, però, es va observar la preferència per un enfocament estatalista i tecnocràtic de la política nacional, fent èmfasi en la manca de maduresa de la societat polonesa per regir un sistema parlamentari, i la necessitat de dirigir la política mitjançant experts, teòricament preocupats únicament per l'interès comú.
Quan l'abril de 1935 va caure greument malalt el mariscal Piłsudski els seus partidaris van adoptar una nova constitució (l'anomenada "Constitució d'Abril") que mantenia el règim Sanacja d'acord amb la centralització del poder en un president fort. La mort de Piłsudski al maig de 1935 no va comportar la fi de la Sanacja, sinó la seva divisió en diverses tendències, dirigides per Walery Sławek, el president Ignacy Mościcki, i el general Edward Rydz-Śmigły (que va impulsar el Camp d'Unitat Nacional). A la llarga, les tendències dretanes de Rydz-Śmigłi predominaren aviat sobre el centrisme moderat del president Mościcki, mentre que l'esquerranisme de Sławek va perdre suports i va passar al camp opositor.

## Fites i deficiències
El moviment, allunyat de la societat i contrari a la participació de la població per preferència de Piłsudski, va tractar de dur a terme una modernització dirigida del país, amb resultats mixtos. Entre els èxits del règim es poden assenyalar: 
- Els ajustos constitucionals que van reforçar el poder del govern.[6]
- El reforçament de la moral de l'exèrcit.
- La professionalització de l'administració de l'Estat.
- La unificació política del país i les seves diferents regions.
- L'equilibri dels pressupostos.
- L'augment del prestigi internacional del país.

D'altra banda, el règim va ser incapaç de resoldre els problemes socials que acuitaven a Polònia, que no van rebre cap atenció pel mariscal o els seus successors. Per decisió del mateix Piłsudski, el règim tampoc no va tractar de captar el suport popular. Ans al contrari, preferí un dirigisme des del poder.
El règim, al final del període militarista, nacionalista i autoritari, no s'havia convertit, però, en totalitari. Tot i la discriminació de les minories o l'assetjament de l'oposició, aquesta era activa tant en política com en la vida pública en general; el poder judicial no depenia del règim i l'administració era generalment competent. No va aconseguir, però, solucionar els greus problemes estructurals del país, com la superpoblació i pobresa del camp, la permanent inestabilitat política o les relacions amb els països veïns, majoritàriament hostils.

## Segona Guerra Mundial i postguerra
Després de la invasió alemanya de 1939 els líders de la Sanacja van haver d'exiliar-se i van participar activament en el Govern polonès a l'exili, tot que les seves tendències conservadores i autocràtiques eren vistes per recel pels seus aliats. Dins de Polònia els caps supervivents de la Sanacja van destacar també en la resistència polonesa i en la lluita contra els nazis en el marc de l'Estat Secret Polonès i l'Armia Krajowa.
Després de la fi de la Segona Guerra Mundial el 1945, la gran majoria de líders i simpatitzants de la Sanacja hagueren de romandre a l'exili o fugir de Polònia, atès que el nou règim comunista, per pressió de l'URSS, recelava del seu nacionalisme de tendència dretana i conservadora, i ben aviat els va perseguir severament acusant-los d'"enemics de l'estat".

## Personalitats destacades
| - Józef Beck - Tadeusz Hołówko - Janusz Jędrzejewicz - Wacław Jędrzejewicz - Adam Koc - Leon Kozłowski - Ignacy Matuszewski | - Bogusław Miedziński - Bronisław Pieracki - Aleksander Prystor - Adam Skwarczyński - Walery Sławek - Kazimierz Świtalski |

## Actualitat
La Confederació per una Polònia Independent, fundada el 1979, és el principal partit "sanacionista" a l'actual Polònia.